# Campeonato Mundial Femenino de Ajedrez 1981
El 21º Campeonato mundial femenino de ajedrez se desarrolló entre septiembre y octubre de 1981 en las ciudades de Tiflis y Bordzhomi. Esta edición enfrentó a la campeona Maia Chiburdanidze contra Nana Alexandria, ganadora del Torneo de candidatas. en esta ocasión Chiburdanidze defendió exitosamente su título.

## Torneo de Candidatas
El Torneo de Candidatas se desarrolló entre marzo de 1980 y enero de 1981 a lo largo de distintas ciudades. Participaron las tres primeras del interzonal de Alicante y las cuatro primeras del Interzonal de Río de Janeiro de 1979 junto a la ex-campeona Nona Gaprindashvili
|  | Cuartos de final    | Cuartos de final |                     |                 | Semifinales | Semifinales |  |                 | Final | Final |  |
|  |                     |                  |                     |                 |             |             |  |                 |       |       |  |
|  |                     |                  |                     |                 |             |             |  |                 |       |       |  |
|  | Nana Alexandria     | 5½               |                     |                 |             |             |  |                 |       |       |  |
|  | Nana Alexandria     | 5½               |                     |                 |             |             |  |                 |       |       |  |
|  | Elena Akhmilovskaya | 3½               |                     |                 |             |             |  |                 |       |       |  |
|  | Elena Akhmilovskaya | 3½               |                     | Nana Alexandria | 7           |             |  |                 |       |       |  |
|  |                     |                  |                     | Nana Alexandria | 7           |             |  |                 |       |       |  |
|  |                     |                  | Marta Litinskaya    | 5               |             |             |  |                 |       |       |  |
|  | Marta Litinskaya    | 4½               | Marta Litinskaya    | 5               |             |             |  |                 |       |       |  |
|  | Marta Litinskaya    | 4½               |                     |                 |             |             |  |                 |       |       |  |
|  | Tatiana Lemachko    | 3½               |                     |                 |             |             |  |                 |       |       |  |
|  | Tatiana Lemachko    | 3½               |                     |                 |             |             |  | Nana Alexandria | 6½    |       |  |
|  |                     |                  |                     |                 |             |             |  | Nana Alexandria | 6½    |       |  |
|  |                     |                  | Nana Ioseliani      | 2½              |             |             |  |                 |       |       |  |
|  | Nana Ioseliani      | 6                | Nana Ioseliani      | 2½              |             |             |  |                 |       |       |  |
|  | Nana Ioseliani      | 6                |                     |                 |             |             |  |                 |       |       |  |
|  | Zsuzsa Verőci       | 3                |                     |                 |             |             |  |                 |       |       |  |
|  | Zsuzsa Verőci       | 3                |                     | Nana Ioseliani  | 7*          |             |  |                 |       |       |  |
|  |                     |                  |                     | Nana Ioseliani  | 7*          |             |  |                 |       |       |  |
|  |                     |                  | Nona Gaprindashvili | 7               |             |             |  |                 |       |       |  |
|  | Nona Gaprindashvili | 6                | Nona Gaprindashvili | 7               |             |             |  |                 |       |       |  |
|  | Nona Gaprindashvili | 6                |                     |                 |             |             |  |                 |       |       |  |
|  | Nino Gurieli        | 3                |                     |                 |             |             |  |                 |       |       |  |
|  | Nino Gurieli        | 3                |                     |                 |             |             |  |                 |       |       |  |
|  |                     |                  |                     |                 |             |             |  |                 |       |       |  |

*Nana Ioseliani avanzó a la final por haber ganado más partidas con negras

## Chiburdanidze vs Alexandria
El Campeonato del mundo se disputó mediante un encuentro a 16 partidas donde la primera jugadora en obtener 8½ puntos sería consagrada campeona. En esta edición, se dio por primera vez que el encuentro terminara empatado 8-8, lo que le permitió a Chiburdanidze retener su título.
|                    | 1 | 2 | 3 | 4 | 5 | 6 | 7 | 8 | 9 | 10 | 11 | 12 | 13 | 14 | 15 | 16 | Total |
| ------------------ | - | - | - | - | - | - | - | - | - | -- | -- | -- | -- | -- | -- | -- | ----- |
| Maia Chiburdanidze | ½ | ½ | ½ | ½ | 0 | 1 | 1 | ½ | 1 | 0  | 0  | ½  | ½  | ½  | 1  | 0  | 8     |
| Nana Alexandria    | ½ | ½ | ½ | ½ | 1 | 0 | 0 | ½ | 0 | 1  | 1  | ½  | ½  | ½  | 0  | 1  | 8     |